# Gentiana radiata
Gentiana radiata är en gentianaväxtart som beskrevs av Marquand. Gentiana radiata ingår i släktet gentianor, och familjen gentianaväxter. Inga underarter finns listade i Catalogue of Life.